# Collepardo
Collepardo là một đô thị ở tỉnh Frosinone trong vùng Lazio, có vị trí cách khoảng 70 km về phía đông của Roma và khoảng 15 km về phía bắc của Frosinone. Tại thời điểm ngày 31 tháng 12 năm 2004, đô thị này có dân số 927 người và diện tích là 25 km².
Đô thị Collepardo có các frazione (subdivision) Civita.
Collepardo giáp các đô thị: Alatri, Veroli, Vico nel Lazio.

## Địa điểm nổi bật
- Vườn thực vật Collepardo